# Dyskografia Type O Negative
Dyskografia Type O Negative, zespołu heavymetalowego ze Stanów Zjednoczonych, posiadająca 6 albumów, 15 singli, 1 album koncertowy, 2 kompilacje, 3 wydawnictwa VHS i DVD, 10 teledysków i serię bootlegów. Albumy zostały wydane w wytwórni Roadrunner Records w latach 1991–2003 i SPV Records od 2007 roku.

## Albumy
| Rok  | Tytuł                                                                                         | Najwyższa pozycja na liście | Najwyższa pozycja na liście | Najwyższa pozycja na liście | Najwyższa pozycja na liście | Najwyższa pozycja na liście |
| Rok  | Tytuł                                                                                         | US                          | GER                         | SWE                         | UK                          |                             |
| ---- | --------------------------------------------------------------------------------------------- | --------------------------- | --------------------------- | --------------------------- | --------------------------- | --------------------------- |
| 1991 | Slow, Deep and Hard - Wydany: 1991 - Wytwórnia: Roadrunner - Format: CD, CS                   | —                           | —                           | —                           | —                           |                             |
| 1992 | The Origin of the Feces - Wydany: 1992 - Wytwórnia: Roadrunner - Format: CD, CS               | —                           | —                           | —                           | —                           |                             |
| 1993 | Bloody Kisses - Wydany: 1993 - Wytwórnia: Roadrunner - Format: CD, CS, Winyl                  | 166                         | 60                          | —                           | —                           |                             |
| 1996 | October Rust - Wydany: 20 sierpnia, 1996 - Wytwórnia: Roadrunner - Format: CD, CS, Winyl      | 42                          | 5                           | 3                           | 26                          |                             |
| 1999 | World Coming Down - Wydany: 21 września, 1999 - Wytwórnia: Roadrunner - Format: CD, CS, Winyl | 39                          | 3                           | 17                          | 49                          |                             |
| 2003 | Life Is Killing Me - Wydany: 17 czerwca, 2003 - Wytwórnia: Roadrunner - Format: CD            | 39                          | 9                           | 51                          | 78                          |                             |
| 2007 | Dead Again - Wydany: 13 marca, 2007 - Wytwórnia: SPV - Format: CD                             | 27                          | 18                          | 39                          | 87                          |                             |

## Kompilacje
- The Least Worst Of (2000)
- The Best of Type O Negative (2006)

## Single
| Rok  | Tytuł                                | Pozycja na liście  | Album                  |
| Rok  | Tytuł                                | US Mainstream Rock | Album                  |
| 1993 | "Black No.1 (Little Miss Scare-All)" | –                  | Bloody Kisses          |
| 1993 | "Christian Woman"                    | –                  | Bloody Kisses          |
| 1994 | "Summer Breeze"                      | –                  | Bloody Kisses          |
| 1996 | "Love You to Death"                  | –                  | October Rust           |
| 1996 | "My Girlfriend's Girlfriend"         | –                  | October Rust           |
| 1996 | "In Praise of Bacchus"               | –                  | October Rust           |
| 1997 | "Cinnamon Girl"                      | –                  | October Rust           |
| 1999 | "Everything Dies"                    | # 37               | World Coming Down      |
| 1999 | "Everyone I Love Is Dead"            | –                  | World Coming Down      |
| 2003 | "I Don’t Wanna Be Me"                | # 40               | Life Is Killing Me     |
| 2003 | "Life Is Killing Me"                 | –                  | Life Is Killing Me     |
| 2006 | "Santana Medley"                     | –                  | Symphony for the Devil |
| 2007 | "The Profits of Doom"                | –                  | Dead Again             |
| 2007 | "September Sun"                      | –                  | Dead Again             |

## Wideografia
- For When It Rains (1994)
- After Dark (1998/2000)
- Symphony for the Devil (2006)

## Teledyski
| Album              | Tytuł                                                                                    |
| ------------------ | ---------------------------------------------------------------------------------------- |
| Bloody Kisses      | Black No. 1 (Little Miss Scard-All) Christian Woman Christian Woman (Naildriver Version) |
| October Rust       | My Girlfriends Girlfriend Love You To Death Cinnamon Girl                                |
| World Coming Down  | Everything Dies                                                                          |
| Life Is Killing Me | I Don’t Wanna Be Me                                                                      |
| Dead Again         | The Profits of Doom September Sun                                                        |